# 今井礼欧
今井 礼欧（いまい れお、1973年 - ）は、日本の神奈川県横浜市出身・ベルギー在住の、ヨーロッパでは唯一の日本人のビール醸造家である。

## 来歴
1973年、神奈川県横浜市出身。この年に江崎玲於奈がノーベル物理学賞を受賞したことから、礼欧（れお）と名付けられた。小学5年から大学卒業まで横浜市栄区で暮らす。研究者を目指し東京理科大学理学部化学科に進学。その頃にJリーグが発足し、高校時代はサッカー部だったこともあり横浜マリノスの応援に熱中する。その中で、幅広い職種や年齢層の客がビールやカクテルをきっかけに知り合えるサッカーバーに関心を持ち、サークル活動でカクテル研究会を結成。バーテンダー経験者に刺激を受け、自身もバーテンダースクールで学んだ。
卒業後はキリンビールに就職。店舗運営を学びたいと考え、外食事業部に配属を希望した。接客をしているうちに、自らでビールを作ることを思い描く。入社3年目よりドイツのデュッセルドルフの支店に駐在し、アルトビールに出会う。2年間の駐在期間のうちに醸造を学びたい気持ちが固まり、ビール会社を退社しスコットランドのヘリオット・ワット大学で１年間学んだ。その後ドイツに渡り、バイエルン州レーゲンスブルクのプレッセルブラウ醸造所で2年間社員として勤めた。ドイツではビール純粋令により麦芽100%ビール以外作ることができず、多彩なベルギービールのある隣国ベルギーに移る。2006年に日本食に合うビール「欧和」を開発した。2007年に独立し、ブリュッセルに小さな醸造所を開業したが、生産が追い付かず他の醸造所に間借りしている。

## 欧和

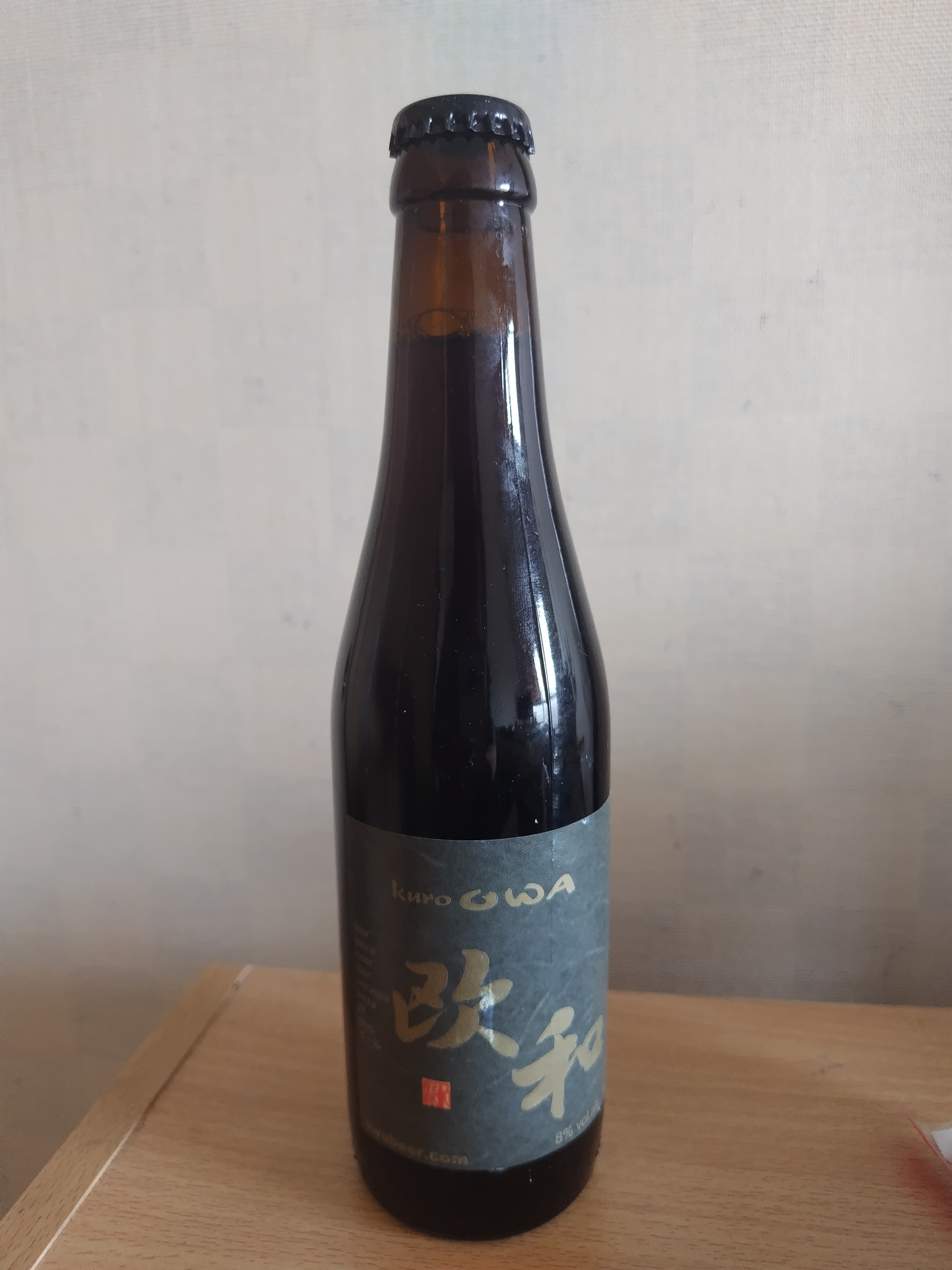
黒欧和のボトル

「欧和」は、礼欧の名前から欧と、日本をイメージする和から名付けられ、アルファベットでは「OWA」と表記する。ドイツのアルトビール「ツム・ユーリゲ」に着想を得ており、しっかりしたホップの香りが特徴である。液色はアンバーで炭酸は強め。口に含むとほのかな甘さとカカオ豆を思わせる香りがある。日本食の中でも焼き鳥の香ばしさに合うよう麦芽を焙煎し、後味がすっきりするように糖分は控えめにしている。
「黒欧和グラン・クリュ」は、フランスのボルドーでワイン「クロ・レオ」を醸造する篠原麗雄と意気投合して作ったスタウトタイプのビールで、クロ・レオの樽で熟成させた。このほか、桜や梅など、和の素材を使ったランビックも製造している。
「欧和」「黒欧和」はヴァン・デン・ボッシュ醸造所で醸造され、「梅・桜・柚子ランビック」は、デ・トロフ醸造所のランビックに、それぞれの副原料を漬け込んで作られる。